# しゃっくり丸
『しゃっくり丸』は藤子不二雄（のちの藤子・F・不二雄）の幼年向け漫画作品、および本作に登場する架空の人物の名前である。

## 概要
かつて発行されていた講談社の雑誌『幼年クラブ』の1957年1月号から12月号まで1年間連載された。
侍の時代であるが、巨大ロボットが登場するなどあえて時代をずらしたギャグが見られる。時代設定にとらわれない、コミカルな時代劇物漫画となっている。他にも、作品の外側から見た視点を使った「メタ視点」と呼ばれるテクニックも使われており、これは後にドラえもんなどでも用いられている。
2013年、藤子・F・不二雄大全集に「やじさんきたさん」とともに一冊に単行本化された。

## ストーリー
舞台は侍の時代、主人公の「しゃっくり丸」という少年は、生まれたときからしゃっくりがずっと止まらずにいた。周りも何とかしゃっくりを止めさせてやろうと、色々と驚くようなことをするが、生まれた時から驚かされすぎてもう何をやっても驚かなくなってしまった。
そのため旅をして世の中のこわいことを探し、しゃっくりを止める旅に出かけることになる。道の途中でだん ばんえもんという大漢に会い、一緒に旅をすることとなるが、山賊や海賊から攻撃を受けるなど数々の災難が2人を襲う。2人はそれらをその度に何を交わしてゆく。
途中に医者に「しゃっくりは竜の目玉を煎じたものを飲めば治る」と言われたため、実際に竜を見つけ、刀を出するところまで行ったが竜が可哀想になりやめた。
結局、まだ旅を続けることとなったのだった。
ある時、2人は海賊と戦ったがばんえもんがとらわれてしまう。しゃっくり丸は一人きりで海賊を倒すのだったが、ばんえんもんは再開したと思うと苦しそうに倒れていたのだった。しゃっくり丸は、海賊にやられたのだと思い驚くが、実はご飯が喉につかえて苦しんでいただけだったのだ。ホッとしたしゃっくり丸は、自分のしゃっくりが止まり、丸一年の旅が終わり故郷へと帰ったのであった。

## 登場人物
しゃっくり丸
生まれたときからしゃっくりが止まらない少年。怪力の持ち主で、何をしても驚かない。しゃっくりを止めるため旅に出かける。
だん ばんえもん
戦国時代の武将・塙団右衛門をもじっている。豪傑で鉄棒を持っているが、泳げない。最初はしゃっくり丸を山賊の一味だと勘違いしていたが、誤解が解け、共に旅をすることとなった。身長は2mある。
父親
しゃっくり丸の父親。侍とみられる。
母親
しゃっくり丸の母親。
もっちゃん
しゃっくり丸の故郷の友人でお寺に和尚さんと一緒に住んでいる。
山賊たち
ばんえもんの着物や金棒を奪うが、2人に倒される。後に親分の弟が敵討ちにやってくるが、これもしゃっくり丸によって倒される。
代官
自身の低身長を気にしており、身体が大きな人を片っ端から牢屋に入れている。
わかさま
乱暴で悪戯ものの若様。父に内緒でゴリラやライオンやニシキヘビなどを飼い、動物園を作っていた。人さらい団にさらわれるがしゃっくり丸の活躍で助かる。
忍術使いたち
旅をしていたしゃっくり丸を仙台城の若様と勘違いして(前述のわかさまとは異なる)、攻撃する。その後、間違えてしゃっくり丸を捕まえてしまうが、反撃に遭い倒される。
野武士たち
ある村を襲う野武士たち。その村には1人の勇敢な少年が残り、村を守ろうとしていたが、そこにしゃっくり丸らが加わり退治することができた。
海賊たち
しゃっくり丸たちが乗っていた船を突如襲ってきた海賊たち。しゃっくり丸によって倒される。

## 各話リスト
| 話数 | タイトル               | 掲載号              |
| ---- | ---------------------- | ------------------- |
| 1    | 旅立ち                 | 1957年1月号         |
| 2    | 怪力ばんえもん         | 1957年2月号         |
| 3    | チビの代官             | 1957年3月号         |
| 4    | 竜をさがせ！           | 1957年4月号別冊付録 |
| 5    | お城のわかさま         | 1957年5月号         |
| 6    | ないしょの動物園       | 1957年6月号         |
| 7    | わかさまがさらわれた⁉︎  | 1957年7月号         |
| 8    | おばけロボット         | 1957年8月号         |
| 9    | しゃっくり丸対忍術使い | 1957年9月号別冊付録 |
| 10   | 野武士をやっつけろ！   | 1957年10月号        |
| 11   | かいぞく島(1)          | 1957年11月号        |
| 12   | かいぞく島(2)          | 1957年12月号        |

## 評価
藤子とライバルでもあった漫画家・山根青鬼は藤子・F・不二雄大全集の解説で「『しゃっくり丸』を見ると本当に絵が素晴らしくて、僕はもっと頑張らなきゃって思っていました」と語っている。
また、山根はしゃっくり丸を実にわかりやすい漫画で、設定も面白いと評しており、藤子の漫画全体的に子供たちが興味を持ちそうなことを題材にしていると話している。

## 書誌情報
- 藤子・F・不二雄大全集
  - 『しゃっくり丸 やじさんきたさん』ISBN 978-4-09-143505-7